# Lucullus
Lucullus is een Romeins cognomen dat betekent: "een kleine boomgaard".
Een bekend drager van dit cognomen is:
- Lucius Licinius Lucullus, die mogelijk dit cognomen dankt aan zijn afkomst uit de stad Cerasus die de kersenboom in Europa introduceerde.